# Сіліштя (Бреїла)
Сіліштя (рум. Siliștea) — село у повіті Бреїла в Румунії. Входить до складу комуни Сіліштя.
Село розташоване на відстані 167 км на північний схід від Бухареста, 10 км на північний захід від Бреїли, 141 км на північний захід від Констанци, 19 км на південний захід від Галаца.

## Населення
За даними перепису населення 2002 року у селі проживали 860 осіб, усі — румуни. Усі жителі села рідною мовою назвали румунську.